# 浜田探検部
『浜田探検部〜世界の謎と不思議に挑戦するスーパーミステリーテレビ〜』（はまだたんけんぶ せかいのなぞとふしぎにちょうせんする-）は、日本テレビ系列で2010年4月2日19:00 - 20:54に放送されたバラエティ特別番組である。

## 番組概要
世界各国からの調査に応じて、芸能人（芸人、アイドルなど）が海外に赴き、超常現象を探究に求めるサバイバルなドキュメントバラエティである。

### 参考
- 番組スタッフは、同局の『中井正広のブラックバラエティ』のチームが制作。編集、テロップの出し方等が同じ手法である。
- 『世界超密着TV!ワレワレハ地球人ダ!!』（フジテレビ）とコンセプトに近い番組である。

## 出演者

### 部長
- 部員番号001：浜田雅功（ダウンタウン）

### マネージャー
- 部員番号0：高樹千佳子

### 部員

#### スタジオのみ
- 部員番号002（副部長）：天野ひろゆき（キャイ〜ン）
- 003：的場浩司
- 004：勝俣州和
- 007：長友光弘（響、ロケと兼て）
- 008：小林優介（響、ロケと兼て）
- 011：藤原一裕（ライセンス）
- 012：井本貴史（ライセンス）
- 014：スザンヌ
- 016：上原美優

#### VTRのみ
- 005：クロちゃん（安田大サーカス）
- 006：団長（安田大サーカス）
- 009：福島和可菜
- 010：ボビー・オロゴン

### ナレーター
- 垂木勉
- 山口由里子

## 主なコーナー
- ウソかホンマか 世界の怪しい目撃情報を追え!
- 我々の人体に起きた謎と不思議に挑む
- なんやコレ? 最新のUFO映像
- うわっデカ! 幻の巨大生物を捕獲せよ

## スタッフ
- 企画・総合演出：中谷聡
- 構成：高須光聖、堀江利幸
- TM：小椋敏宏
- SW：村松明
- CAM：津野祐一
- MIX：木本文子
- LD：下平好実
- 美術：林健一
- デザイン：古谷茂利
- タイトル：安居院一展
- ロケCAM：石井邦彦、小泉明浩、水谷元保
- コーディネーター：APS PHILIPPINES INC.、牛●●、ゼンニンブラザーズ
- 編集：橋本竜也
- MA：佐藤卓也
- 音効：四元裕二
- デスク：大黒紫
- 広報：永井晶子
- 編成：田中裕樹、糸井聖一
- 協力：日本テレビアート、NiTRo、EAT、麻布プラザ、SFINX、ローリング、並木事務所、ハミング、モバイル★ムーマックス、パンドラ、石原豪人、Andrew Pyrka、青二プロダクション、Steve Alexander、デジタルウルトラプロジェクト、CNN RTL
- AP：森田真由美
- AD：間篠高行、西崎真奈、岡山眞也、山本恵
- ディレクター：瀬戸口晃、粒来衆、豪兵衛、二神新
- 演出：〆谷浩斗
- 監修：村上和彦
- プロデューサー：矢追孝男
- 演出・プロデューサー：さとうしゅう
- チーフプロデューサー：鈴江秀樹
- 制作協力：いまじん
- 製作著作：日本テレビ